# بارتليت يانسي
بارتليت يانسي هو محامي وسياسي أمريكي، ولد في 19 فبراير 1785 في يانسيفيل في الولايات المتحدة، وتوفي بنفس المكان في 30 أغسطس 1828. انتخب عضو مجلس ولاية كارولاينا الشمالية ‏ وانتخب عضو مجلس النواب الأمريكي.